# Jürgen Ponto
Jürgen Ponto (ur. 17 grudnia 1923 w Bad Nauheim, zm. 30 lipca 1977 we Frankfurcie nad Menem) – prezes zarządu Dresdner Banku, zamordowany przez lewicowych terrorystów z Frakcji Czerwonej Armii (RAF).

## Życiorys
Po uzyskaniu matury w 1942 r. służył w czasie II wojny światowej na froncie wschodnim. Ciężko ranny został urlopowany w 1944. W 1945 rozpoczął studia prawnicze. Krótko pracował jako adwokat. W 1950 rozpoczął pracę w Dresdner Banku. Przyczynił się do znacznego rozwoju banku, który stał się placówką o międzynarodowej renomie. Działał również jako ekspert rządowy i doradca kanclerza Helmuta Schmidta. Wraz z Herbertem von Karajanem założył fundację, promującą młode talenty muzyczne.
30 lipca 1977 został zastrzelony przez członków RAF (Brigitte Mohnhaupt, Christian Klar, Peter-Jürgen Boock). Zamach przygotowała Susanne Albrecht, która przyjaźniła się z rodziną Ponto.